# تيرا (سلسلة الكتل)
تيرا (بالإنجليزية: Terra) هو بروتوكول سلسلة الكتل ومنصة الدفع تستخدم عملة مشفرة مستقرة (UST) تم إنشاء المشروع في عام 2018 بواسطة معامل تيرا فورم، وهي شركة ناشئة شارك في تأسيسها دو كوون ودانيال شين. تحتوي على نسختين من العملات المعماة وهما لونا كلاسيك ورمزها (LUNC) وهي العملة التي تم اصدارها عام 2018، ولونا 2.0 ورمزها (LUNA) عملة تم اصدارها بعد الانهيار في 2022.

## الانهيار
قبل الانهيار كانت عملة لونا - حالياً رمزها (LUNC) - واحدة من أكبر عشر عملات معماة في الأسواق ومنصات التبادل، حيث وصلت قيمتها للعملة الواحدة 119$. لكن تم إيقافها في مايو 2022 بعد انهيار عملتها المستقرة (UST) وخسرت حوالي 45 مليار دولارًا من قيمتها السوقية في خلال أسبوع، وسبب هذا الانهيار بتراجع قيمة البيتكوين بشكل كبير. لتنطلق مرة أخرى بعملة جديدة أطلق عليها (تيرا 2.0 " Terra 2.0).
وفي يناير 2024 قامت شركة الأصول الرقمية تيرا فورم لابس بتقديم طلب الحماية من الإفلاس وفق الفصل الحادي عشر من القانون الأمريكي وذلك بعد أن تم مقاضاتها من قبل محكمة في ولاية ديلاوير.